# The Complete Recordings (Album)
The Complete Recordings ist ein Musikalbum, das beinahe alle erhaltenen Aufnahmen des US-amerikanischen Bluesmusikers Robert Johnson beinhaltet. Neben den veröffentlichten Liedern enthält die Sammlung auch Alternativaufnahmen verschiedener Songs, da er bei den Aufnahmen teilweise zwei Versionen seiner Songs einspielte. Der Box ist eine Broschüre mit Essays des Johnson-Forschers Steven LaVere sowie von Keith Richards und Eric Clapton beigelegt. Außerdem enthält sie ein Transkript der Songtexte, eine Liste der Aufnahmen, die zur Zeit von Johnsons Sessions gemacht wurden und eine Diskographie.

## Allgemeines
Robert Johnson nahm in seinem ganzen Leben nur 29 Songs auf, die gemeinsam mit Alternativaufnahmen auf dieser Doppel-CD veröffentlicht wurden. Seine Musik beeinflusste zahlreiche Musiker nach ihm. So sagt zum Beispiel Eric Clapton:
“Johnson was the most important blues musician who ever lived.” („Johnson war der wichtigste Bluesmusiker, der je gelebt hat.“)
Und auch andere englische Rockbands wurden von ihm beeinflusst, so die Rolling Stones und Fleetwood Mac in ihrer Anfangszeit als Bluesband. Darum nahm der Observer auch das Album King of the Delta Blues Singers (Columbia CL 1654) aus dem Jahre 1961 in die Liste der 50 Alben, die die Musik änderten auf (Begründung: Without this no Rolling Stones, Cream, Led Zeppelin) Dies war auch das erste Album, auf dem nach Johnsons Tod seine Musik wiederveröffentlicht wurde und das als Initialzündung für das Blues Revival der 1960er Jahre gelten kann. Die Werkausgabe war bereits 1974 fertiggestellt worden, wurde aber lange durch Rechtsstreitigkeiten verhindert. Bei der Herausgabe der Box hoffte die Plattenfirma, 200 000 Stück zu verkaufen; die Box verkaufte sich jedoch bis Ende 1994 über eine Million Mal, was zum ersten Mal einer Blues-Aufnahme gelang. In den Billboard Top 200 erreichte die Aufnahme Platz 80.
The Complete Recordings erhielt den Grammy als „Best Historical Album“ 1990. 1991 wurde das Album mit dem Blues Music Award als bestes „Vintage or Reissue Album“ ausgezeichnet. Es entstand ein regelrechter Johnson-Hype. Aufgrund der Verkaufserfolge erhielt das Album 1994 den Platin-Status.
1998 wurde der Song „Cross Road Blues“ in die Grammy Hall of Fame aufgenommen. Auch wurden vier seiner Lieder in die Rock and Roll Hall of Fame („500 Songs that shaped Rock and Roll“) als frühe Einflüsse aufgenommen; es handelt sich um „Sweet Home Chicago“, „Cross Road Blues“, „Hellhound on My Trail“ und „Love in Vain“. Eine Besonderheit, die er nicht mit vielen Bluesmusikern teilt, ist, dass über seine Songtexte Vorlesungen an der Universität von Virginia gehalten wurden (Victor Cabas' „Mississippi in Story and Song“). 2003 wurde das Album in die National Recording Registry der Library of Congress aufgenommen, wo eine Kommission jährlich Aufnahmen auswählt, die kulturell, geschichtlich oder ästhetisch signifikant sind.

## Titelliste

### CD 1
1. Kind Hearted Woman Blues – Johnson – 2:49
2. Kind Hearted Woman Blues – Johnson – 2:31
3. I Believe I’ll Dust My Broom – James, Johnson – 2:56
4. Sweet Home Chicago – Benno, Johnson, Johnson, Russell – 2:59
5. Ramblin’ on My Mind – Johnson – 2:51
6. Ramblin’ on My Mind – Johnson – 2:20
7. When You Got a Good Friend – Johnson, Traditional – 2:37
8. When You Got a Good Friend – Johnson, Traditional – 2:50
9. Come On in My Kitchen – Johnson, Payne – 2:47
10. Come On in My Kitchen – Johnson, Payne – 2:35
11. Terraplane Blues – Johnson – 3:00
12. Phonograph Blues – Johnson – 2:37
13. Phonograph Blues – Johnson – 2:32
14. 32-20 Blues – Johnson – 2:51
15. They’re Red Hot – Johnson – 2:56
16. Dead Shrimp Blues – Johnson – 2:30
17. Cross Road Blues – Johnson – 2:39
18. Cross Road Blues – Johnson – 2:29
19. Walkin’ Blues – Johnson – 2:28
20. Last Fair Deal Gone Down – Johnson – 2:39

### CD 2
1. Preachin’ Blues (Up Jumped the Devil) – Johnson – 2:50
2. If I Had Possession Over Judgment Day – Johnson – 2:34
3. Stones in My Passway – Johnson – 2:27
4. I'm a Steady Rollin’ Man – Johnson – 2:35
5. From Four Until Late – Johnson – 2:23
6. Hell Hound on My Trail – Johnson – 2:35
7. Little Queen of Spades – Johnson – 2:11
8. Little Queen of Spades – Johnson – 2:15
9. Malted Milk – Johnson – 2:17
10. Drunken Hearted Man – Johnson – 2:24
11. Drunken Hearted Man – Johnson – 2:19
12. Me and the Devil Blues – Johnson – 2:37
13. Me and the Devil Blues – Johnson – 2:29
14. Stop Breakin’ Down Blues – Johnson – 2:16
15. Stop Breakin’ Down Blues – Johnson – 2:21
16. Traveling Riverside Blues – Johnson – 2:47
17. Honeymoon Blues – Johnson – 2:16
18. Love in Vain Blues – Johnson – 2:28
19. Love in Vain Blues – Johnson – 2:19
20. Milkcow’s Calf Blues – Johnson – 2:14
21. Milkcow’s Calf Blues – Johnson – 2:20

## Kritiken
- Rolling Stone (13. Mai 1999, S. 52) – Nahm das Album in die Liste „Essential Recordings of the 90's“ auf.
- Rolling Stone (18. Oktober 1990) – 5 Sterne – Klassisches Album – „The music has a power that age cannot dim...“ (Die Musik hat Kraft, die das Alter nicht bändigen kann.)
- Q (2/91) – Empfiehlt das Album als eine der fünf besten Bluesaufnahmen des Jahres 1990
- Q (8/94, S. 126) – 5 Sterne – Unverzichtbar
- Down Beat (2/91) – „...Johnson's use of harmonics and chording was eons before his time, and his delivery and lyrics remain standards by which blues intensity is measured. ...“ („Johnsons Verwendung der Harmonien und Akkorde war seiner Zeit weit voraus, und sein Gesang und seine Texte setzen Standards, an denen Bluesintensität gemessen wird...“)
- Time Magazine (31. Dezember 1990) – Eines der 10 besten Alben des Jahres 1990 – „...This isn't just music; it's American mythology ...“ („...Das ist nicht nur Musik, es ist auch ein amerikanischer Mythos...“)
- Mojo (Herausgeber) (4/01, S. 44) – „...If there have to be legendary bluesmen, Johnson is as well fitted for the role as anybody...“ („Wenn man einen legendären Bluessänger braucht, eignet sich keiner besser als Robert Johnson für diese Rolle.“)[10]